# Eisenerz
Eisenerz (cuyo nombre significa literalmente "mina de hierro"), antiguamente llamada «Innerberg»,es una antigua ciudad minera  en el interior de Austria. Está situada al norte de Estiria, a unos 25 kilómetros al norte de la capital del distrito de Leoben.

## Historia
Eisenerz desde sus orígenes fue un pueblo minero emplazado en el valle Erzberg, desde la montaña Erzberg se extraía todo el hierro de la región desde las épocas del Imperio Romano, dejando a la montaña con surcos peculiares.
Se cree que el origen de Eisenerz se remonta al año 700. A finales del siglo XV mediante el uso de la tecnología hidráulica y la rueda de agua producen cambios fundamentales en la región. Las plantas de fundición de hierro fueron trasladadas a la parte baja del valle para la utilización del río conformando lentamente el primer asentamiento alemán. Con la parroquia de St Oswald erigida surge un gran número de inmigrantes de Baviera.
A principios del siglo XVI en Innerberg/Eisenerz ya existían 19 trenes de hierro con ruedas llamados «Radmeistern» ofreciendo grandes cantidades de empleo. Se produjo la división del trabajo de acuerdo a las actividades de montaña y hornos o producción, surgiendo la profesión de la metalurgia y la minería. En 1625 el Estado nombró un conde como supervisor y soberano de Eisenerz y para 1629 la ciudad tenía una prominente reputación en materia minera.
En 1822 el Archiduque Johann quién era defensor del progresismo y de los nuevos métodos técnicos influyó en el desarrollo local. En 1823 el archiduque donó una cruz como parte de la gran ceremonia de inauguración de la parte superior de la montaña Erzberg.
Los primeros indicios de producción de hierro datan de 1929 con la llamada «Feistawiese», situando a los agricultores utilizando hierro y ventilándolo de forma natural para su posterior utilización en las fundiciones.

## Geografía
El lugar se encuentra rodeado por grandes montañas como la Pfaffenstein con 1 871 metros de altitud y la Kaiserschild con 2 083 metros de altitud, y al final se encuentra la montaña Erzberg compuesta de hierro a cielo abierto.